# Nukuini
Nukuini (Nucuini, Nukini, Nuquini), pleme Panoan Indijanaca iz bazena rijeke Juruá u brazilskoj državi Acre, naseljeno u kraju između gornjeg toka rijeke Mõa i Rio Sungarú, te uz manje pritoke Timbaúba, Meia Dúzia, República i Capanawa. Danas žive na rezervatu Terra Indígena Nukini (553; 2003), dok cjelokupna populacija iznosi oko 600 (Correia - 2003).

## Ime
U starijim povjesnim tekstovima označavani su imenima Inucuini, Nucuiny, Nukuini, Nucuini, Inocú-inins i Remo.

## Jezik
Njihov jezik član je porodice Panoan. Danas više možda nema ljudi koji govore materinskim nukini jezikom jer se nametnuo portugalski preko bijelih naseljeničkih zajednica uz obale rijeka. Osim jezika, od zajednica s riječnih obala Nukini su usvojili i neke njihove navike, a mladi danas govore jedino portugalski.

## Život i običaji
Organizacija Nukina je klanska, nasljeđe patrilinearno a obitelj nuklearna. Kuća je građena materijalom iz šumskog resursa, debla palme paxiubão (Socratea Exorrhiza)i prekrivene palminim lišćem. -Postoji jasna podjela posla na muški i ženski. Žene su zadužene za domaćinstvo, kao i sakupljanjem šumskih plodova, izradi rukotvorina i pomaganja u polju. Muškarac se bavi lovom, ribolovom, sakupljanjem i poljodjelskim poslovima. 

## Vanjske poveznice
- Nukini